# Folkpunk
Folkpunk är en subgenre till punken som blandar punkrock och folkmusik. Begreppet kan både innefatta folkmusik med punkattityd men också punk med folkinstrument. Musiken är oftast akustisk. Ett skivbolag som är tätt sammankopplat med folkpunk är Plan-It-X. Scenen är störst i USA, men det förekommer även många band och artister i Storbritannien (bland annat Onsind, James bar Bowen och PJ & Gaby), på Irland (Heathers), i Danmark (Pirates & Ninjas), i Australien (Chris Burrows, The Anorexic Olsen Twin och This is a Robbery!) och i Sverige (Crash Nomada, Lycka Till, Svårmodet, Jonas Selander, Onsdag och Canned Cats).

## Exempel på band och artister
- Rosa
- Defiance, Ohio
- AJJ
- Ghost Mice
- Bombs and Beating Hearts
- Raj-Raj Band
- The Pogues
- Johnny Hobo & The Freight Trains
- Apes of the state
- Ramshackle Glory
- Jonas Selander
- Onsdag
- The Anorexic Olsen Twin
- Asking for it
- This is a robbery!
- Chris Burrows
- Wingnut Dishwasher’s Union